# Brian Pillman Jr.
Brian Zachary Pillman, meglio conosciuto con il ring name Brian Pillman Jr. e Lexis King (Erlanger, 9 settembre 1993), è un wrestler statunitense sotto contratto con la WWE.
Lottatore di seconda generazione, è il figlio di Brian Pillman.

## Carriera

### Circuito indipendente (2017–2021)
Nel febbraio 2017 Brian Zachary Pillman annunciò di volere seguire le orme del padre e diventare un lottatore professionista. Si allenò con Lance Storm alla Storm Wrestling Academy di Calgary, Alberta, Canada.
Il primo match di Pillman ebbe luogo il 18 dicembre 2017, utilizzando il ring name "Alex King", in omaggio alle sue sorelle Alexis Reed e Skylar King. Pillman debuttò nella Combat Zone Wrestling il 28 gennaio 2018, allo show Dojo Wars 162 lottando contro Mike Del per il titolo CZW Medal of Valor Championship. Pillman perse per sottomissione. Lottò poi in un tag team match, in coppia con Teddy Hart, scontrandosi con Anthony Bennet e Jimmy Lloyd a Super Show V il 26 gennaio.
Il 18 gennaio 2020, entrò a sorpresa nella 16-man Battle Royal svoltasi all'evento IWC Reloaded 6.0. Non vinse il match, ma apparve nel main event, aiutando il campione IWC Heavyweight Jack Pollock a conquistare la vittoria. In seguito, Pillman rivelò di avere firmato un accordo con la IWC. Il 15 febbraio Pillman sconfisse Sam Adonis, Aramis, Lance Archer, Black Taurus, Michael Elgin, Andrew Everett e Alex Zayne in un War of Attrition match e vinse il vacante Warrior Wrestling Championship. Il 12 settembre 2020 vinse il Super Indy Championship.

### Major League Wrestling (2018–2021)
Alla fine del 2018 Pillman firmò un contratto con la Major League Wrestling (MLW). All'inizio, il suo mentore fu il rivale di suo padre nella World Championship Wrestling Kevin Sullivan. Si ribellò poi a Sullivan e unì le proprie forze con Teddy Hart e Davey Boy Smith Jr., dando vita alla New Era Hart Foundation. Il 9 luglio 2021, fu annunciato che Pillman non era più sotto contratto con la MLW.

### All Elite Wrestling (2019–2023)
Nel maggio 2019 Pillman prese parte alla Casino Battle Royale al pay-per-view inaugurale della All Elite Wrestling, Double or Nothing. Nel luglio 2020, con la MLW chiusa a causa della pandemia dovuta al COVID-19, cominciò ad apparire nella All Elite Wrestling (AEW), lottando sia a Dynamite, sia a Dark. Pillman rimase sotto contratto con la MLW, ma gli fu concesso di lavorare anche con la AEW. Tornò sul ring il 7 luglio a Dark perdendo un match con Shawn Spears. Successivamente, Pillman venne utilizzato principalmente come talento potenziale, perdendo contro wrestler del calibro di Brian Cage ed Eddie Kingston.
A fine luglio, fece coppia con Griff Garrison nel tag team "The Varsity Blonds". Il 12 luglio 2021 firmò un contratto a tempo pieno con la All Elite Wrestling diventando un membro ufficiale del roster. Il contratto terminò l'11 luglio 2023.

### WWE (2023–presente)

#### NXT(2023–presente)
Il 16 luglio 2023, PWInsider diffuse la notizia che Pillman aveva fatto una prova presso il WWE Performance Center. A fine agosto venne ufficialmente inserito nel roster NXT.
A partire dalla puntata di NXT del 3 ottobre iniziarono a venire mandati in onda dei video circa il suo imminente debutto nello show. In un video del 17 ottobre, andato in onda ad NXT, rinnegò ufficialmente suo padre e annunciò il suo debutto per NXT Halloween Havoc come Lexis King. Il 24 ottobre, nella puntata speciale NXT Halloween Havoc, debuttò sconfiggendo Dante Chen. Il 9 gennaio, ad NXT, affrontò Dragon Lee per l'NXT North American Championship ma non riuscì a vincere. Il 20 febbraio, ad NXT, venne sconfitto da Oba Femi, non riuscendo a conquistare l'NXT North American Championship.

## Vita privata
Pillman Jr. è il figlio del wrestler professionista Brian Pillman e della modella Melanie Pillman. Ha quattro sorelle maggiori, Danielle e Brittany Pillman, Alexis Reed e Skylar King, e anche un fratello, Jesse Morgan. La sorella Alexis divenne una valletta nel mondo del wrestling con il ring name Lexi Pillman ma morì nel 2009. Pillman Jr. frequentò la Dixie Heights High School di Edgewood, Kentucky, dove giocava nella squadra di football americano della scuola. Si diplomò nel 2011 e si iscrisse al college.
Pillman Jr. ebbe una relazione difficile con sua madre Melanie a causa della tossicodipendenza di lei seguita alla morte di suo padre Brian Pillman quando aveva quattro anni. Pillman Jr., che fu cresciuto prevalentemente dalla zia Linda Pillman (la sorella del padre), rivelò nel corso di un'intervista shoot di sentire che sua madre fingeva di essere in lutto durante la sua famigerata intervista con Vince McMahon a WWF Raw is War un giorno dopo la morte di suo padre, mentre il loro matrimonio era già in crisi e il processo di divorzio in quel momento era già partito, e voleva semplicemente dei soldi per la droga.
La relazione con la madre iniziò a migliorare una volta cominciata la sua carriera nel wrestling, ma Melanie morì per overdose il 1º giugno 2022, all'età di 56 anni.

## Personaggio

### Mosse finali
- Air Pillman (Springboard clothesline)[39]
- Dire Promises/Coronation (WWE) (Swinging neckbreaker)
- Sleeping Hero German suplex

### Soprannomi
- "Flyin"[40]
- "The Hollywood King"[40]
- "The Loose Cannon 2.0"[40]
- "The Prince that was Promised"[40]

## Titoli e riconoscimenti
- Cauliflower Alley Club
  - Rising Star Award (2020)

- International Wrestling Cartel
  - IWC Super Indy Championship (1)[41]

- KFW Wrestling
  - KFW Championship (1)[42]

- Major League Wrestling
  - MLW World Tag Team Championship (1) – con Davey Boy Smith Jr. e Teddy Hart
  - Rookie of the Year (2018)

- Ohio Valley Wrestling
  - OVW Heavyweight Championship (1)[43]

- Pro Wrestling Illustrated
  - Rookie of the Year (2019)[44]
  - 135° tra i 500 migliori wrestler singoli nella PWI 500 (2021)[45]

- Supreme Wrestling
  - Supreme Mid America Heavyweight Championship (1)[46]

- Warrior Wrestling
  - Warrior Wrestling Championship (1)[10][11]

- World Class Wrestling Outlaws
  - WCWO Heavyweight Championship (1)

- WWE
  - NXT Heritage Cup (1)[47]